# Dorcus kikunoae
Dorcus kikunoae es una especie de coleóptero de la familia Lucanidae.

## Distribución geográfica
Habita en Bengala (India).